# 13. Berlini Nemzetközi Filmfesztivál
Az 13. Berlini Nemzetközi Filmfesztivál 1963. június 21. és július 2. között került megrendezésre. Az Arany Medve díjat Tadashi Imai filmje, a Szamurájhűség és Gian Luigi Polidoro filmje, az Il diavolo nyerte.

## Zsűri
Az alábbi emberek voltak a fesztivál zsűrijének tagjai:

### Filmek
- Wendy Toye, brit színésznő és rendező - Zsűrielnök
- Harry R. Sokal, nyugat-német producer
- Fernando Ayala, argentin filmkészítő és producer
- Jean-Pierre Melville, francia filmkészítő
- Baldev Raj Chopra, indiai filmkészítő és producer
- Guglielmo Biraghi, olasz újságíró és filmkritikus
- Masatora Sakurai, Japán
- Karl Malden, amerikai színész
- Günther Engels, Nyugat-Németország

### Dokumentumfilmek és rövidfilmek
- T. O. S. Benson, nigériai kulturális miniszter - Zsűrielnök
- Charles Boost, holland illusztrátor és író
- Volker Baer, nyugat-német újságíró
- Carlos Fernández Cuenca, spanyol újságíró és filmkritikus
- Børge Høst, dán filmkészítő és producer
- Wolfgang Kiepenheuer, nyugat-német rendező és producer
- Abdel Rahim Sorour, Egyesült Arab Emírségek

## A fesztivál programja

### Versenyben lévő filmek
Az alábbi filmek voltak versenyben az Arany Medve- és az Ezüst Medve-díjakért:
| Magyar cím                    | Eredeti cím                   | Rendező                | Ország                                         |
| ----------------------------- | ----------------------------- | ---------------------- | ---------------------------------------------- |
| Szamurájhűség                 | 武士道残酷物語                | Tadashi Imai           | Japán                                          |
| The Caretaker                 | The Caretaker                 | Clive Donner           | Egyesült Királyság                             |
| Ha-Martef                     | המרתף                         | Natan Gross            | Izrael                                         |
| Retalhos da Vida de Um Médico | Retalhos da Vida de Um Médico | Jorge Brum do Canto    | Portugália                                     |
| El less wal kilab             | اللص والكلاب                  | Kamal El Sheikh        | Egyiptom                                       |
| Freud: a titkos szenvedély    | Freud: The Secret Passion     | John Huston            | Amerikai Egyesült Államok                      |
| Un drôle de paroissien        | Un drôle de paroissien        | Jean-Pierre Mocky      | Franciaország                                  |
| A halhatatlan                 | L'Immortelle                  | Alain Robbe-Grillet    | Franciaország, Olaszország, Törökország        |
| Los inocentes                 | Los inocentes                 | Juan Antonio Bardem    | Argentína, Spanyolország                       |
| Nézzétek a mező liliomait!    | Lilies of the Field           | Ralph Nelson           | Amerikai Egyesült Államok                      |
| Leven en dood op het land     | Leven en dood op het land     | Emile Degelin          | Belgium                                        |
| Mensch und Bestie             | Mensch und Bestie             | Edwin Zbonek           | Nyugat-Németország, Jugoszlávia                |
| Yeolnyeomun                   | 열녀문                        | Shin Sang-ok           | Dél-Korea                                      |
| Älskarinnan                   | Älskarinnan                   | Vilgot Sjöman          | Svédország                                     |
| La rimpatriata                | La rimpatriata                | Damiano Damiani        | Olaszország, Franciaország                     |
| Sahib Bibi Aur Ghulam         | साहिब बीबी और ग़ुलाम                 | Abrar Alvi             | India                                          |
| Verspätung in Marienborn      | Verspätung in Marienborn      | Rolf Hädrich           | Nyugat-Németország, Franciaország, Olaszország |
| Epekedő szerelmes             | Le Soupirant                  | Pierre Étaix           | Franciaország                                  |
| La terraza                    | La terraza                    | Leopoldo Torre Nilsson | Argentína                                      |
| Il diavolo                    | Il diavolo                    | Gian Luigi Polidoro    | Olaszország                                    |
| Yksityisalue                  | Yksityisalue                  | Maunu Kurkvaara        | Finnország                                     |
| A kis Afrodité                | Μικρές Αφροδίτες              | Nikos Koundouros       | Görögország                                    |

### Dokumentumfilmek és rövidfilmek
| Magyar cím                  | Eredeti cím                 | Rendező                         | Ország                      |
| --------------------------- | --------------------------- | ------------------------------- | --------------------------- |
| Bowspelement                | Bowspelement                | Charles Huguenot van der Linden | Hollandia                   |
| Flaming Poppies             | شقایق سوزان                 | Hushang Shafti                  | Irán                        |
| Garrincha – Alegria do Povo | Garrincha – Alegria do Povo | Joaquim Pedro de Andrade        | Brazília                    |
| Der große Atlantik          | Der große Atlantik          | Peter Baylis                    | Nyugat-Németország          |
| The Home-Made Car           | The Home-Made Car           | James Hill                      | Egyesült Királyság          |
| Merci, Monsieur Schmitz     | Merci, Monsieur Schmitz     | Alain Champeaux, Pierre Vetrine | Franciaország               |
| Tori                        | Tori                        | Errko Kivikoski                 | Finnország                  |
| Wähle das Leben             | Wähle das Leben             | Erwin Leiser                    | Svájc, Svédország, Ausztria |

## Győztesek
- Arany Medve: 
  - Il diavolo (Gian Luigi Polidoro)
  - Szamurájhűség (Tadashi Imai)
- Ezüst Medve díj a legjobb rendezőnek: Nikos Koundouros (A kis Afrodité)
- Ezüst Medve díj a legjobb színésznőnek: Bibi Andersson (Älskarinnan)
- Ezüst Medve díj a legjobb színésznek: Sidney Poitier (Nézzétek a mező liliomait!)
- A zsűri különdíja: The Caretaker (Clive Donner)
- Ezüst Medve díj a legjobb dokumentumfilmnek: Der große Atlantik (Peter Baylis)
- Arany Medve a legjobb rövidfilmnek: Bowspelement (Charles Huguenot van der Linden)
- Ezüst Medve díj a legjobb rövidfilmnek: The Home-Made Car (James Hill)
- A zsűri különdíja rendkívüli rövidfilmnek:
  - Tori (Errko Kivikoski)
  - Shaqayeq-e Suzan (Hushang Shafti)
- FIPRESCI-díj
  - A kis Afrodité (Nikos Koundouros)
    - Tiszteletbeli említés: La rimpatriata (Damiano Damiani)
- Interfilm-díj
  - Nézzétek a mező liliomait! (Ralph Nelson)
- OCIC-díj
  - Nézzétek a mező liliomait! (Ralph Nelson)
- UNICRIT-díj
  - Los inocentes (Juan Antonio Bardem)
- Jugendfilmpreis, az ifjúsági filmes díj
  - Legjobb egész estés ifjúsági film:
    - Ha-Martef (Natan Gross)
    - Verspätung in Marienborn (Rolf Hädrich)
      - Tiszteletbeli említés: Nézzétek a mező liliomait! (Ralph Nelson)

  - Legjobb ifjúsági rövidfilm: Merci, Monsieur Schmitz (Alain Champeaux, Pierre Vetrine)
    - Tiszteletbeli említés: The Home-Made Car (James Hill)

## Fordítás
- Ez a szócikk részben vagy egészben  a(z)   13th Berlin International Film Festival című angol Wikipédia-szócikk fordításán alapul.  Az eredeti cikk szerkesztőit annak laptörténete sorolja fel. Ez a jelzés csupán a megfogalmazás eredetét és a szerzői jogokat jelzi, nem szolgál a cikkben szereplő információk forrásmegjelöléseként.